# Вялье (Гомельская область)
Вялье (бел. Вялле) — деревня  в Новоиолченском сельсовете Брагинского района Гомельской области Беларуси.

## География

### Расположение
В 36 км на юго-восток от Брагина, 9 км от железнодорожной станции Иолча (на линии Овруч — Полтава), 152 км от Гомеля, 1 км от государственной границы с Украиной.

### Гидрография
На юге канава Морозовка.

## Транспортная система
Транспортные связи по просёлочной, затем автомобильной дороге Комарин — Брагин.
Планировка состоит из прямолинейной улицы, ориентированной с юго-запада на северо-восток, к которой с севера под острым углом присоединяется короткая улица. На юге обособленный участок застройки — 2 короткие улицы, близкие к меридиональной ориентации. Дома поставлены редко, деревянные, усадебного типа.

## История
Известна с начала XIX века. В 1834 году в Речицком уезде Минской губернии В 1876 году помещик Насакин имел в деревнях Вялье и Асаревичи 3558 десятин земли и конная мельница. В 1897 году в Иолченской волости. В 1931 году организован колхоз. Во время Великой Отечественной войны в бою за освобождение деревни 28 сентября 1943 года отличился полк под командованием А. П. Серёгина, помощник командира пулемётного взвода А. С. Хайдаров, старшие сержанты Т. Г. Халиков и В. С. Чурюмов, командир пулемётного взвода, лейтенант А. М. Симонов, наводчик противотанкового ружья А. А. Титов, за мужество и героизм им присвоено звание Героя Советского Союза.
В составе колхоза имени М. В. Фрунзе (центр — деревня Асаревичи).
До 31 октября 2006 года в составе Асаревичского сельсовета.

## Население

### Численность
- 2004 год — 36 хозяйств, 60 жителей.

### Динамика
- 1834 год — 9 дворов.
- 1897 год — 24 двора, 137 жителей (согласно переписи).
- 1959 год — 308 жителей (согласно переписи).
- 2004 год — 36 хозяйств, 60 жителей.